# Império do Espírito Santo do Posto Santo

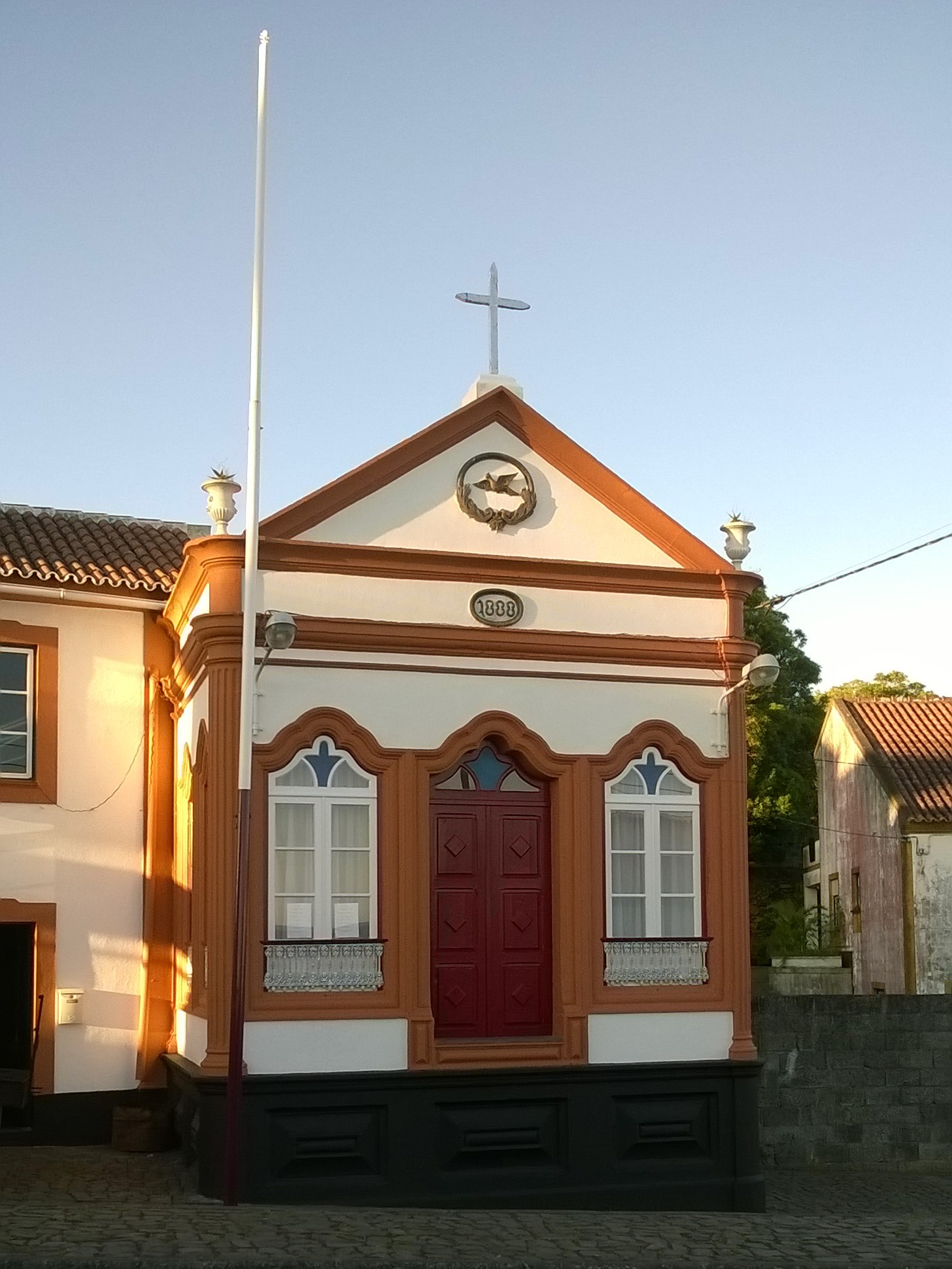
Império do Espírito Santo do Posto Santo.

O Império do Espírito Santo do Posto Santo localiza-se na freguesia do Posto Santo, concelho de Angra do Heroísmo, ilha Terceira, na Região Autónoma dos Açores, em Portugal.
Este Império do Espírito Santo foi fundada em 1888, conforme inscrito em sua fachada.